# Agua del Maíz
Agua del Maíz är en ort i Mexiko.   Den ligger i kommunen Pinal de Amoles och delstaten Querétaro Arteaga, i den centrala delen av landet, 190 km norr om huvudstaden Mexico City. Agua del Maíz ligger 1 460 meter över havet och antalet invånare är 187.
Terrängen runt Agua del Maíz är kuperad åt nordväst, men åt sydost är den bergig. Runt Agua del Maíz är det ganska glesbefolkat, med 36 invånare per kvadratkilometer. Närmaste större samhälle är Jalpan, 9,9 km norr om Agua del Maíz. I omgivningarna runt Agua del Maíz växer huvudsakligen savannskog.